# Hornfels

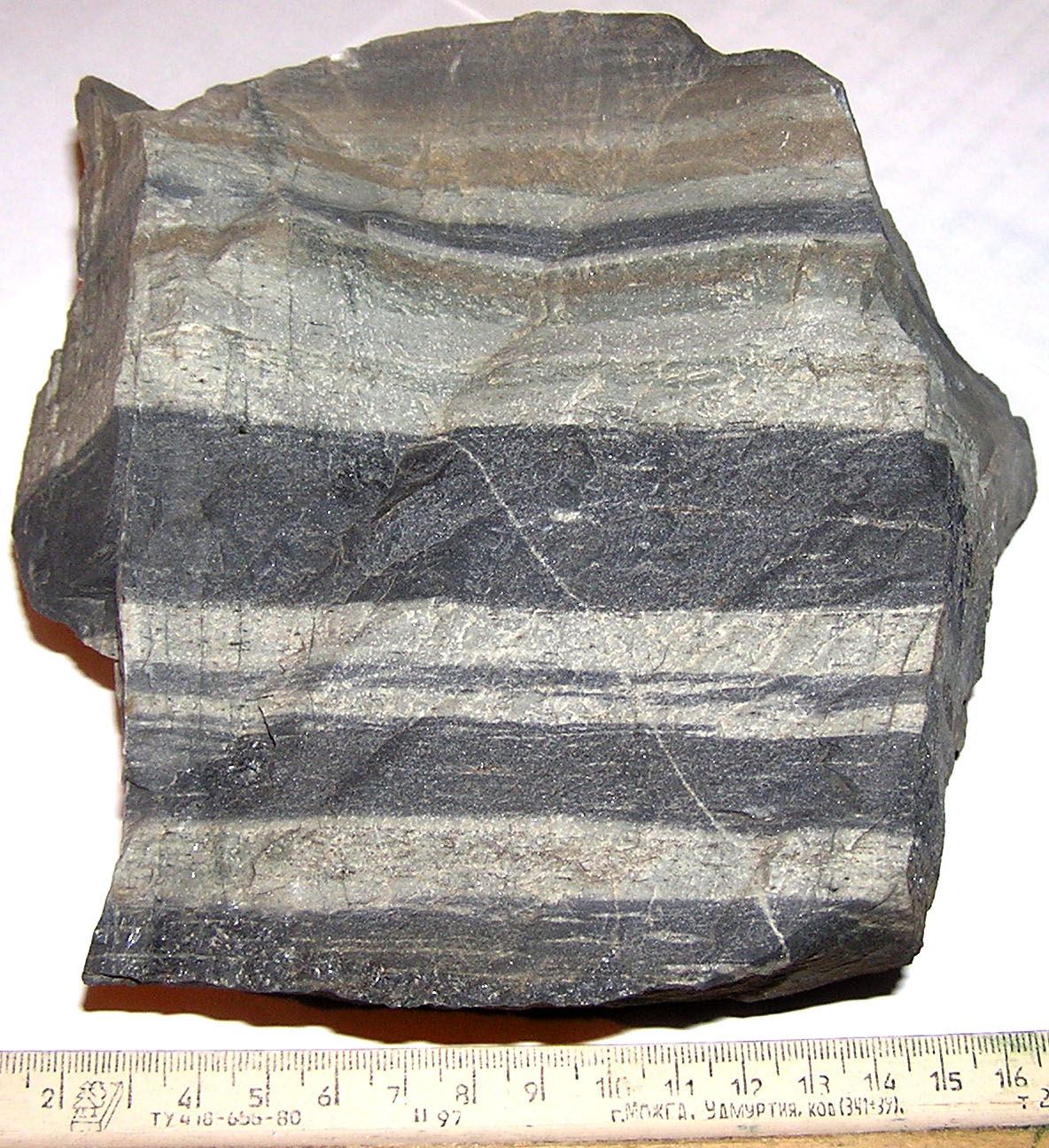
Hornfels

Hornfelse sind vollständig rekristallisierte metamorphe Gesteine. Sie entstehen bei 600 bis 700 °C. Bei diesen Temperaturen verlieren die Schiefergesteine ihre Schiefrigkeit und nehmen das sogenannte Hornfelsgefüge an, dabei bilden Quarz und Feldspat ein richtungsloses Gefüge. Das dichte und harte, kompakte Gestein besitzt feine bis mittlere Korngröße und variiert in der Farbe je nach Ausgangsgestein von Weiß, Grau, Grün, Blau und Schwarz und ist meist gefleckt. Hornfels entsteht durch Kontaktmetamorphose aus silikatischen und/oder oxidischen Edukten.

## Mineralbestand
Je nach Edukt variabel:
- Andalusit, Cordierit, Biotit, Muskovit, Quarz bei Peliten;
- Diopsid, Grossular, Vesuvian, Epidot bei Mergel/Kalkmergel.

## Namensgebung, Varietäten und Verwendung
Dieses Material kommt in Deutschland primär im Thüringer Wald und Harz vor. Der Name Hornfels stammt aus der deutschen Bergmannsprache. In der Literatur wurde er erstmals 1823 durch von Leonhard erwähnt.
Varietäten sind Granat-Hornfels, Chiastolith-Hornfels, Pyroxen-Hornfels und Cordierit-Hornfels, ferner Tonschieferhornfels und Grauwackenhornfels.
Hornfelse werden als Schotter und Straßenbaustoffe verwendet. Der Faustkeil aus Stedebergen, der in einer Weser-Kiesgrube gefunden wurde, ist aus Tonschieferhornfels gefertigt.
Aufgrund seiner guten Klangeigenschaften wurde Hornfels aus Cumbria, England, im 19. Jahrhundert zur Herstellung eines Lithophons verwendet, des Musical Stones of Skiddaw.